# William McSherry
William McSherry SJ (Charles Town, 19 de julho de 1799 – Georgetown, 18 de dezembro de 1839) foi um padre católico americano que se tornou presidente da Universidade de Georgetown e um proeminente líder dos jesuítas do século XIX nos Estados Unidos. Filho de imigrantes irlandeses, McSherry foi educado no Colégio de Georgetown, onde ingressou na Companhia de Jesus. Como um dos primeiros americanos a concluir o curso de instrução tradicional dos jesuítas, ele foi enviado a Roma para ser educado para o sacerdócio. Lá, fez várias descobertas de acervos importantes e esquecidos nos arquivos dos jesuítas, o que melhorou o conhecimento dos historiadores sobre a colonização europeia de Maryland e a língua das tribos indígenas locais.
McSherry tornou-se o primeiro superior provincial da província de Maryland dos jesuítas de 1833 a 1837 e lançou as bases para a venda dos escravos da província em 1838. Ele então tornou-se brevemente o presidente da Universidade de Georgetown em 1837 e, simultaneamente, foi feito superior provincial pela segunda vez em 1839, apesar de sofrer de uma doença da qual sucumbiria vários meses depois.

## Início de vida e juventude
William McSherry nasceu a 19 de julho de 1799, em Charlestown, Virgínia (hoje parte da Virgínia Ocidental), filho de Anastasia "Anne" Lilly e Richard McSherry. Ele recebeu o nome do irmão gémeo do seu pai. ⁣ O seu pai nasceu em St. John's Point no Condado de Down, na Irlanda (hoje parte da Irlanda do Norte), e emigrou para os Estados Unidos na década de 1780, depois de um período próspero de comércio na Jamaica; ao estabelecer-se nos Estados Unidos, ele comprou uma propriedade — batizando-a de "Aposentadoria" — e tornou-se agricultor de tomate, quiabo e frutas. A mãe de McSherry também era de ascendência irlandesa, e conheceu Richard nos Estados Unidos, onde se casaram no dia 31 de julho de 1791.
Seguindo os seus dois irmãos mais velhos, William matriculou-se no Colégio de Georgetown em Washington, D. C. a 6 de novembro de 1813, e entrou na Companhia de Jesus em Georgetown como noviço a 6 de fevereiro de 1815. Ele foi então enviado a Roma para estudar filosofia e teologia em junho de 1820, ao lado de outros cinco jovens jesuítas que viriam a ocupar posições de destaque dentro da ordem jesuíta americana; eles eram: Thomas Mulledy, Charles Constantine Pise, James Ryder, John Smith e George Fenwick. Em Roma, foi ordenado sacerdote, provavelmente em 1825 ou 1826.

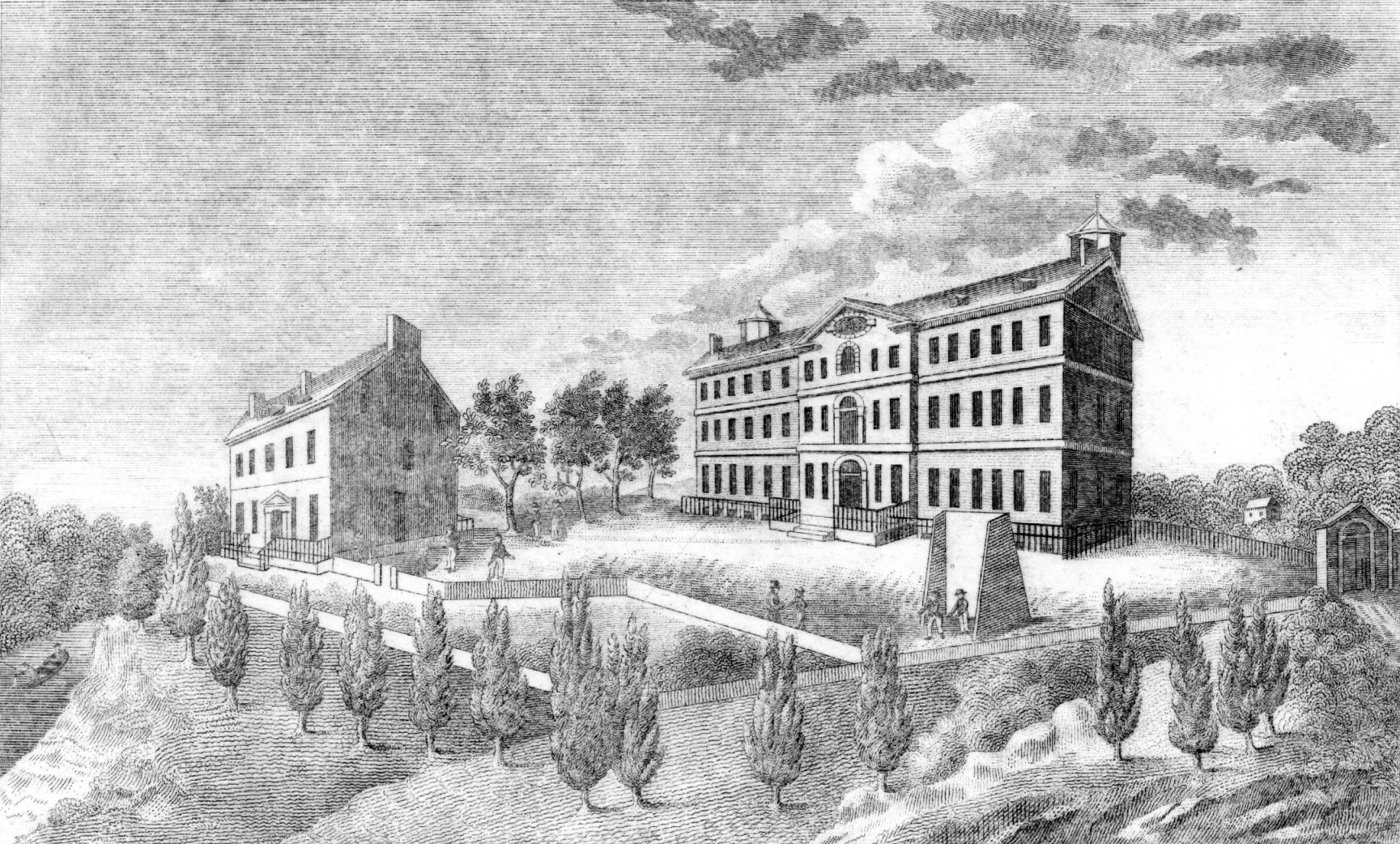
Universidade de Georgetown em 1829

Enquanto em Roma, McSherry descobriu nos arquivos jesuítas a anteriormente esquecida Relatio Itineris por Andrew White, que é o relato mais abrangente da jornada da Arca e da Pomba, e publicou-o. Ele também redescobriu manuscritos nos arquivos que continham os únicos escritos existentes das tribos indígenas de Maryland. Ele passou algum tempo na Pontifícia Universidade Gregoriana, antes de ser nomeado ministro das faculdades literárias e médicas do Collegio del Carmine em Turim, cujo reitor era Jan Roothaan, onde permaneceu de 1826 a 1828.
Eventualmente, McSherry deixou Livorno para os Estados Unidos numa viagem difícil que durou 171 dias, e fez com que alguns nos Estados Unidos temessem que os três jesuítas a bordo tivessem perecido. Chegou a Georgetown a 22 de dezembro de 1828. No ano seguinte, tornou-se professor de humanidades em Georgetown e foi nomeado ministro da escola, procurador e consultor um ano depois. Ele também serviu como professor de teologia durante este tempo, e como chefe das classes mais baixas. De outubro de 1831 a junho de 1832, foi nomeado socius (assistente) de Peter Kenney, que era o visitante apostólico dos jesuítas em St. Louis e no Vale do Missouri. McSherry foi chamado de volta a Roma em 1832, onde professou os seus votos solenes à ordem jesuíta, tornando-o um dos primeiros jesuítas americanos a completar o tradicional curso de instrução jesuíta.

## Província de Maryland

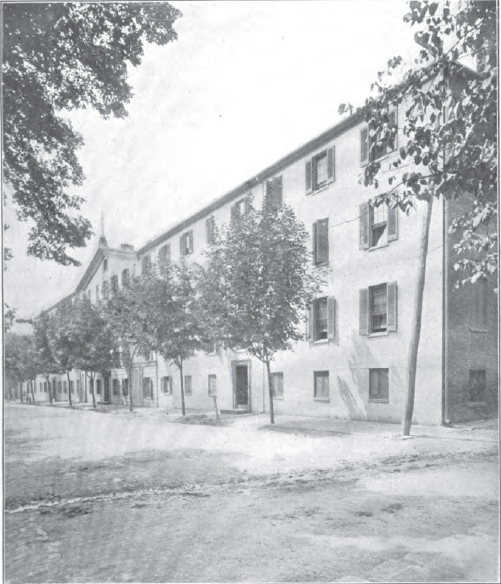
O Noviciado de São Estanislau em Frederick foi estabelecido em 1833

A 14 de agosto de 1832 McSherry foi eleito o primeiro procurador da missão jesuíta nos Estados Unidos; logo depois, Kenney solicitou que o Superior-geral dos Jesuítas elevasse a missão ao estatuto de província. Este pedido foi concedido a 28 de agosto, e McSherry partiu da cidade de Nova York para Roma para receber instruções sobre como estabelecer a nova província. O território da nova província foi definido de acordo com as fronteiras do estado de Maryland, e a província foi oficialmente estabelecida a 2 de fevereiro de 1833.
No dia 7 de fevereiro de 1833, McSherry foi feito o primeiro superior provincial da Província de Maryland da Companhia de Jesus. Ele assumiu oficialmente o cargo a 8 de julho de 1833, mas foi rapidamente confrontado com uma dívida considerável que a Universidade de Georgetown havia acumulado, bem como questões disciplinares dentro da instituição. Ao mesmo tempo que era provincial, McSherry também foi pastor da Igreja de Santo Inácio em St. Thomas Manor de 1834 a 1837.
Como provincial, McSherry defendeu a transferência do noviciado jesuíta de Georgetown para Frederick, Maryland, porque isso reduziria as despesas, que eram de grande preocupação porque o noviciado também estava em dívida significativa; embora essa transferência não tenha sido concluída até ao término do seu mandato, os primeiros esforços de transferência foram feitos durante esse período, com efeito de que o Noviciado de Santo Estanislau fosse para Frederick em 1833.
No final do seu mandato, as escolas da província estavam sob pressão devido à falta de jesuítas para operá-las. Apesar disso, a província operou várias missões nas zonas rurais de Maryland, Virgínia e Pensilvânia, cujos sucessos foram amplamente atribuídos a McSherry. Para apoiá-los, McSherry procurou sem sucesso obter a aprovação do Superior-geral para vender algumas das terras e fazendas dos jesuítas em 1835, que totalizavam 13,500 acres (5,500 hectares) em Maryland em 1837. O Segundo Conselho Provincial de Baltimore, em 1833, confiou à província uma nova missão aos negros libertos que haviam regressado à Libéria. No entanto, a província já abreviada foi incapaz de realizar a missão. As dificuldades financeiras da província foram agravadas pelo facto de que as fazendas, trabalhadas por escravos, tenham se tornado inúteis. Como resultado, McSherry e Mulledy juntos impressionaram a congregação provincial de 1835 com a necessidade de vender os escravos da província.

### Venda de escravos
Em 1836 McSherry e a liderança da província estavam a pensar seriamente em vender todos os quase 300 escravos que permaneciam sob a propriedade da província de Maryland. Uma avaliação formal das vantagens e desvantagens morais e económicas da venda proposta foi elaborada por Stephen Larigaudelle Dubuisson. As preocupações financeiras tornam-se agudas devido à crescente falta de rentabilidade das fazendas e à crescente dívida acumulada pelos recentes projetos de construção de Georgetown.
Depois de a liderança ter deliberado uma votação de seis a favor e quatro contra a venda, o Superior-geral Jan Roothaan aprovou a transação a 27 de outubro de 1836, sob a condição de que os compradores garantissem o direito dos escravos de praticar a sua fé católica, que as suas famílias não fossem separadas, e que os idosos ou doentes ficassem com os jesuítas e fossem cuidados. Durante este período, McSherry começou a sentir sintomas que mais tarde revelaram ser cancro de estômago, e ocasionalmente foi incapaz cumprir com as suas funções.
Seguindo os seus pedidos para ser dispensado do cargo, Roothaan permitiu a sua renúncia em outubro de 1837. Thomas Mulledy substituiu McSherry como superior provincial, e McSherry assumiu o papel de Mulledy como presidente de Georgetown. Além das petições de McSherry, essa troca foi motivada pela insatisfação de Roothaan com o fracasso de McSherry em mantê-lo informado sobre os assuntos da província — o que se deveu em grande parte ao agravamento da sua doença — e a sua falta de confiança nas habilidades administrativas de Mulledy. Devido ao Pânico de 1837, a venda não foi efectivada até ao ano seguinte. No total, 272 escravos foram vendidos para Jesse Batey e Henry Johnson de Louisiana a 19 de junho de 1838, e muita indignação na ordem jesuíta sobre a moralidade da venda seguiu-se; essa indignação foi refletida também por Roothaan, cujas condições impostas relativamente à venda não foram seguidas.

## Universidade de Georgetown

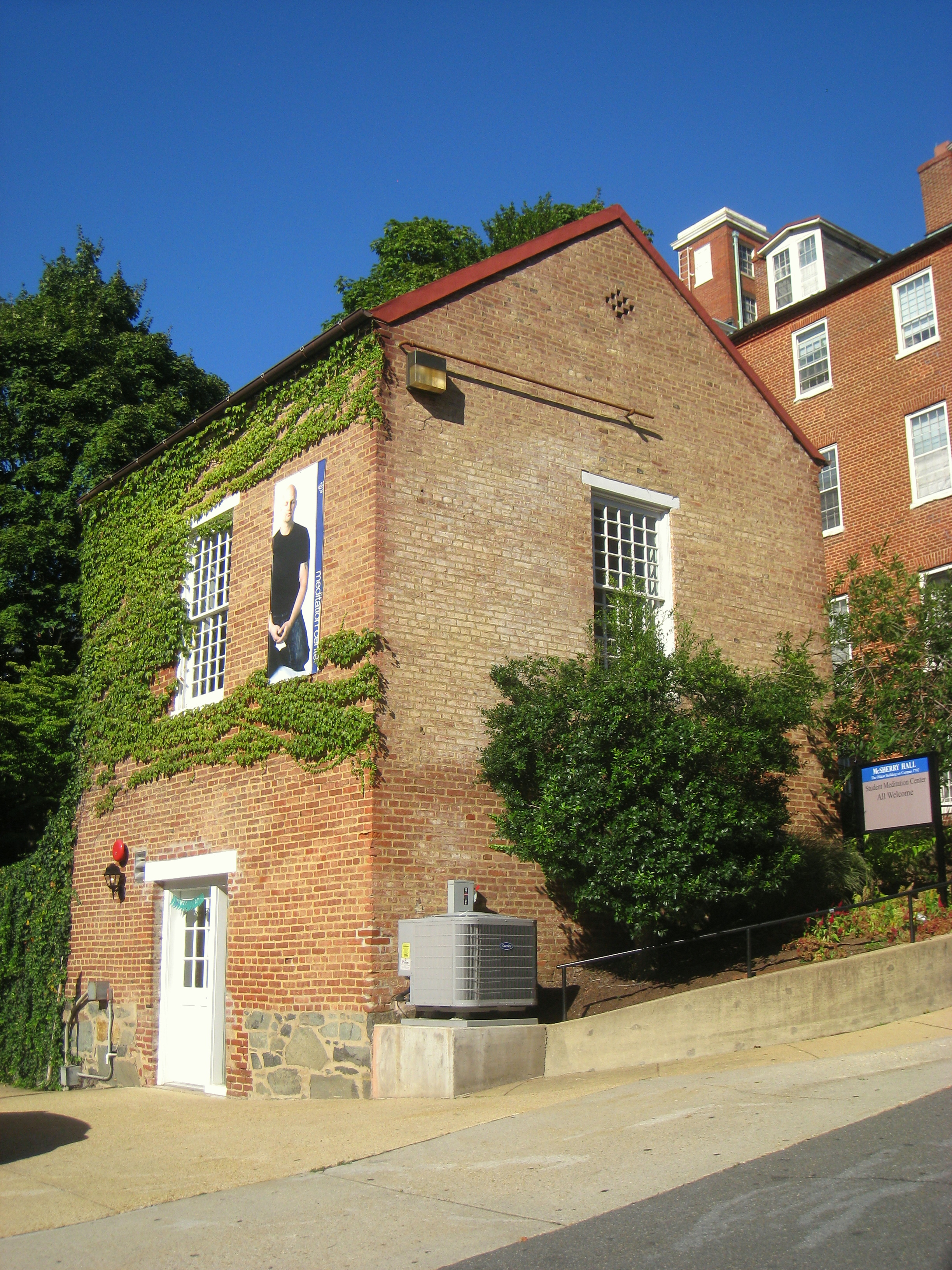
O McSherry Hall foi renomeado para Anne Marie Becraft Hall em 2017

McSherry foi nomeado presidente da Universidade de Georgetown e, apesar de sofrer de cancro, assumiu o cargo a 25 de dezembro de 1837. Ele herdou uma grande dívida de quase 48 mil dólares, acumulada durante a presidência do seu antecessor. McSherry reduziu a dívida aumentando o número de matrículas e obtendo uma grande doação, reduzindo-a para 24 mil dólares, ainda significativos, porém mais suportáveis. Em 1839 Roothaan ordenou que McSherry suspendesse Mulledy das suas funções como superior provincial devido às consequências do escândalo da venda de escravos. Depois de Mulledy ter ido até Roma para responder às autoridades, os jesuítas de Maryland elegeram McSherry, que ainda era o presidente de Georgetown, superior provincial pela segunda vez. Roothaan, sem saber do estado muito debilitado e cheio de dor de McSherry, confirmou a nomeação.

### Morte e legado
Em 1839 McSherry foi autorizado a renunciar à presidência devido à rápida deterioração da sua saúde, e foi sucedido por Joseph A. Lopez. Em novembro daquele ano, McSherry ficou acamado, e a 18 de dezembro faleceu. Francis Dzierozynski sucedeu-o como provincial interino. O tumor doloroso no seu estômago foi descoberto durante uma autópsia, que foi realizada porque os médicos da época não entenderam a causa da sua morte. Ele foi enterrado no Cemitério da Comunidade Jesuíta em Georgetown.
O McSherry Hall da Universidade de Georgetown foi temporariamente renomeado como Remembrance Hall em 2015 devido ao envolvimento do homónimo na venda de escravos de 1838. Em 2017 o presidente da universidade, John DeGioia, anunciou que o edifício receberia o nome permanente de Anne Marie Becraft Hall.